# Hoeve Nekum

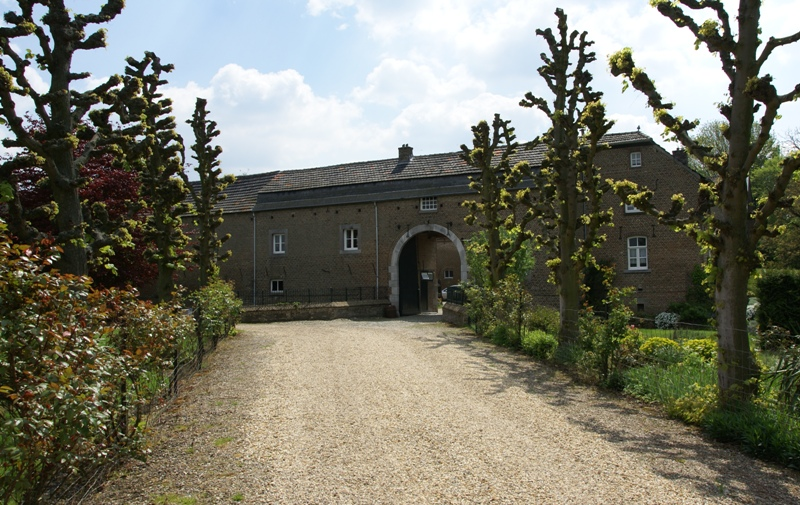
Hoeve Nekum

Hoeve Nekum is een boerenhoeve in het Jekerdal bij de Nederlandse stad Maastricht. De vierkantshoeve met circa 60 hectare landerijen is gelegen in de buurtschap Nekum, tussen de bebouwde kom van de stad Maastricht en het Belgische dorpje Kanne. Sinds 1988 is het tevens een wijngoed. De wijngaarden zijn gelegen op de zuidelijke en zuidoostelijke hellingen van de Louwberg, naast de wijngaarden van de Apostelhoeve. Ten oosten van de hoeve staat de Nekummermolen en stroomt de Jeker. Het gebouw is sinds 1966 een rijksmonument.

## Geschiedenis

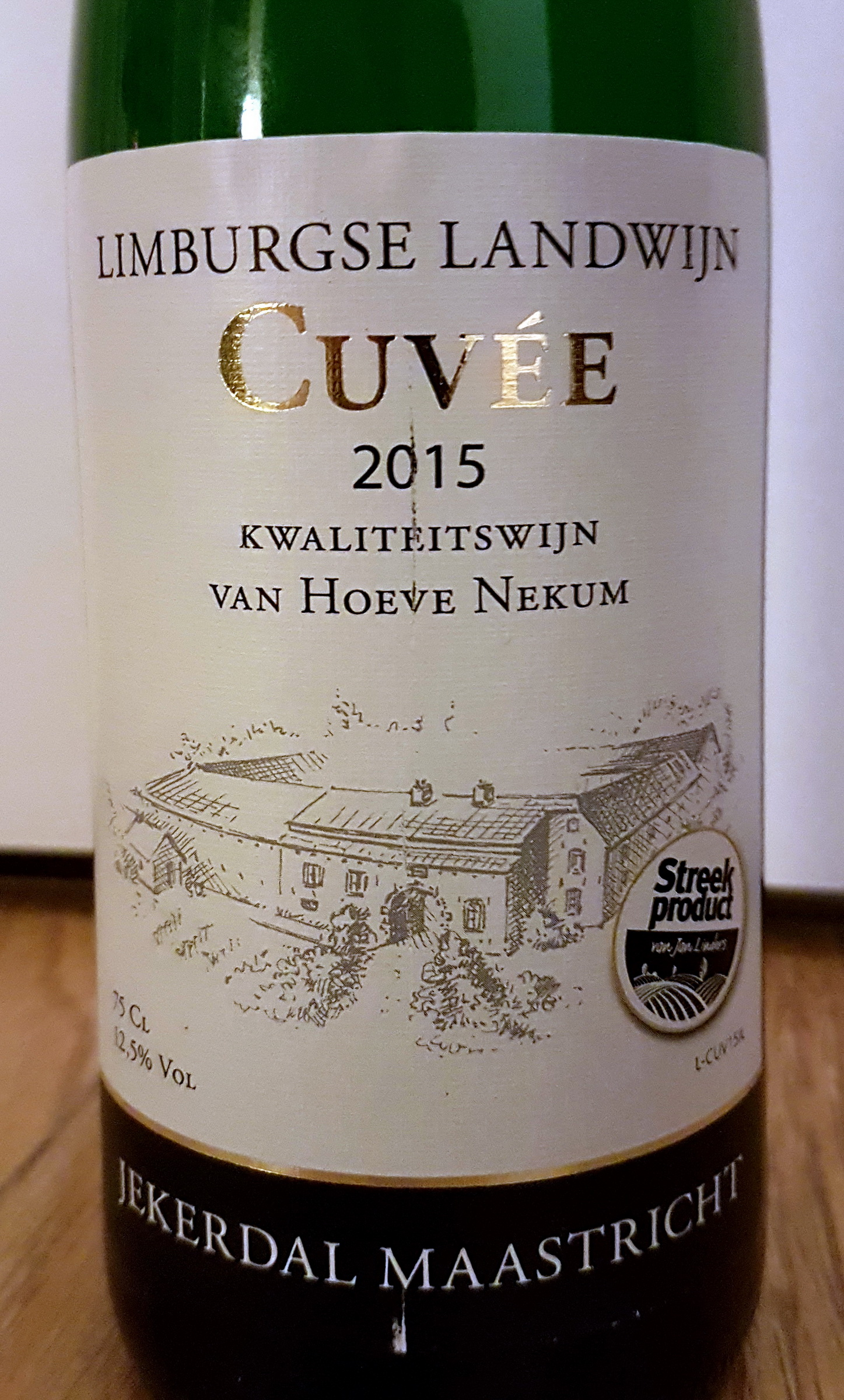
Hoeve Nekum, Cuvée 2015

De hoeve werd voor het eerst genoemd als Nidichem in 1294. In 1304 wordt het genoemd in een beschrijving van de grenzen van het graafschap van de Vroenhof. Op een prent uit 1632 wordt het vermeld als Huis te Neckum. De huidige kasteelachtige boerderij met omgrachting (deels ter verdediging, deels voor drainage) is grotendeels gebouwd in de achttiende en negentiende eeuw.
Na eeuwenlang een bezitting van de adellijke familie Bonhomme te zijn geweest, kwam Hoeve Nekum in de negentiende eeuw in bezit van het Burgerlijk Armbestuur van Maastricht, na 1963 Stichting Elisabeth Strouven. 

## Wijngoed
In 1988 werd door de gebroeders Bollen aan het boerenbedrijf een wijngaard toegevoegd. Daarmee is Nekum, na zijn overbuur de Apostelhoeve, het oudste functionerende wijngoed in Nederland. In 1990 werd er voor het eerst wijn gemaakt. Anno 2021 is voor de druiventeelt een oppervlakte van zes hectare beschikbaar. De bodem van de wijngaarden bestaat uit een ondergrond van grind en mergel, waaroverheen een dunne laag löss ligt. Door de kalkrijke bodem heeft de wijn haar typische smaak.
In Hoeve Nekum wordt witte wijn geproduceerd met de druivenrassen rivaner, auxerrois en riesling en rode wijn met het druivenras pinot noir. De riesling van jaargang 1999 is geschonken op de bruiloft van prins Willem-Alexander en Máxima Zorreguieta.